# Valerio (cónsul 432)
Flavio Valerio (en latín: Flavius Valerius; Atenas, c. 421-después de 455) fue un político y administrador del Imperio romano de Oriente.

## Familia
Su padre fue el filósofo pagano Leoncio. Era sobrino de Flavio Asclepiodoto, cónsul en 423, de Gesio, prefecto del pretorio en Iliria, y de Elia Eudocia, emperatriz romana consorte, mujer de Teodosio II.

## Carrera política
Su carrera política empieza en 425 cuando es nombrado comes rerum privatarum primero y comes sacrarum largitionum después (ambos puestos administrativos importantes y de confianza). En el año 432 fue cónsul con Aecio como colega y en el 435 magister officiorum. Sabemos que vivía en 455 por una carta que envió a su hermana a Jerusalén para que abandonara el monofisismo y las creencias de Eutiques y volviera al credo del símbolo de Nicea al que él estaba evidentemente adscrito.